# Centralno-južna regija
Centralno-južna regija je jedan od trinaest administrativnih regija Burkine Faso.
Stanovništvo Centralno-južne regije brojilo 638.379 stanovnika u 2006. godini. Glavni grad regije je Manga. Tri provincije čine regiju: Bazèga, Nahouri i Zoundwéogo.